# 온코닉테라퓨틱스
온코닉테라퓨틱스(Onconic Therapeutics Inc.)는 제일약품의 자회사이자 대한민국의 신약개발 기업이다. 본사는 서울특별시 강남구 테헤란로26길 12, 11층 (역삼동,제일비젼타워)에 위치해 있으며  대표이사는 김존이다. 

## 상장
2024년 주관사를 NH투자증권으로 상장하였다. 나이스평가정보와 한국발명진흥회로부터 기술특례상장을 위한 평가 등급 'A', 'BBB'을 받았다.

## 투자
스톤브릿지벤처스, 프리미어파트너스, 비엔에이치인베스트먼트, 다올인베스트먼트, 한국산업은행, 케이투인베스트먼트파트너스, 아주IB투자, 에스엘인베스트먼트, 디티앤인베스트먼트 등으로부터 260억원 규모 시리즈 B 투자를 받았다

## 실적
2024년 3분기 누적 매출 60억원을 기록하였으며 총 21개국에 자큐보의 기술수출 계약을 맺었다.

## 같이 보기
- 제일약품

## 참고 문헌
1. ↑  신창민, 온코닉테라퓨틱스, ‘A, BBB’ 코스닥 기평 통과, 바이오스펙테이터, 2024-01-18
2. ↑  김찬혁, 제일약품 자회사, 기술성평가 통과…상장 절차 본격화, 청년의사, 2024-01-18
3. ↑  이권구, 온코닉테라퓨틱스, 투자 한파 뚫고 260억 시리즈B 투자 유치, 팜뉴스, 2022.12.09
4. ↑  천승현, 신약 배출 바이오벤처의 매력...온코닉, 올해 매출 60억, 데일리팜, 2024-11-18